# گندواش
گَندِواش یا جیزک یا کینگو یا خاراگوش چینی (با نام دوجمله‌ای Artemisia annua) یک گونهٔ گیاهی است از دولپه‌ای‌های نو (Eudicots)، از راسته گل مینا (Asterales)، تیره گل‌ستاره‌ای‌ها (Asteraceae)، سرده درمنه‌ها (Artemisia).
نام گندواش به معنی علف گَند است. (واش برابر پارسی و زبان تبری و گیلکی علف است).
نام کینگو (به انگلیسی:Quingao) تلفظی از نام چینی این گیاه یعنی 青蒿 (چینگهائو qīnghāo) است.
همچنین در زبان تالشی به این گیاه گِندَواش (در گویش تالشی ناحیه شاندرمن و رضوانشهر) یا مَروَه       در گویش ماسالی زبان تالشی) و همچنین در زبان پشت کوهی به این گیاه جیز‌َک(گویش فرزانگایی) گفته می‌شود.

## تاریخچه
خاستگاه این علف غیر مشهود در اروپا و آسیا می‌باشد و از آن زمان تا کنون به شمال آمریکا گسترش پیدا کرده‌است. این گیاه یک علف معمولی است که هم‌اکنون در سراسر دنیا وجود دارد. گیاه کینگو برگهایی شبیه سرخس (کیلکان)، گلهایی به رنگ زرد روشن و بویی شبیه کافور دارد. این گیاه ۲ متر بلندی با شاخه‌های منشعب و برگهای متناوب که به فاصله ۵/۲ تا ۵ سانتیمتر از هم قرار دارند. این گیاه دیپلویید می‌باشد. عدد کروموزومی این گیاه ۳۶است. ۳۶=۲n. یعنی دارای ۱۸ جفت کروموزوم می‌باشد. این گیاه توسط علف شناسان چین باستان برای درمان تب استفاده می‌شد. اما کاربرد آن منسوخ شد تا اینکه با کشف یک کتاب به زبان چینی نوشته شده در ۳۴۰ سال بعد از میلاد تحت عنوان «مرجع داروهای تجویز شده برای درمان فوری» در سال ۱۹۷۰ کشف شد. این دارونامه شامل دستور تهیه چای از برگهای خشک شده بود. در سال ۱۹۷۱ دانشمندان به این نتیجه رسیدند که عصاره این گیاه در نمونه‌های اولیه آزمایش دارای خاصیت ضد مالاریایی است. همچنین درمتون پزشکی چین باستان مربوط به ۱۵۰ سال قبل از میلاد به استفاده کینگو برای درمان بواسیر اشاره شده‌است. در سال ۱۹۷۲ ماده مؤثر و فعال این گیاه یعنی آرتمیسینین جدا شد و ساختار شیمیایی آن تشریح شد. آرتمیسینین که در چین به نام کینگوسو نامیده می‌شود توسط یک حلال با نقطه جوش پایین مانند دی‌اتی‌اتر جدا شد. این ماده در ساختمان رشته‌ای غده مانند برگها، ساقه‌ها و گل‌آذین وجود دارد و در سرتاسر گیاه پخش می‌شود. آرتمیسینین به تنهایی یک سزکویی‌ترپن لاکتون می‌باشد. این ماده دارای یک پل پراکسید درونی است و به‌طور نیمه مصنوعی تولید می‌شود و به عنوان یک داروی ضد مالاریا در مناطق گرمسیری استفاده می‌شود. چنانچه ترجیحاً به عنوان قسمتی از یک ترکیب پیش‌دارو مورد استفاده قرار گیرد می‌تواند برای پیشگیری از گسترش مقاومت به انگل مالاریا استفاده شود.

## کاربرد
آرتمیسینین نامحلول می‌باشد و باید به صورت خوراکی مصرف شود. آرتمیسینین به سرعت جذب می‌شود و در عرض ۱ تا ۲ ساعت غلظت آن در پلاسما به حداکثر مقدار می‌رسد. بعد از مصرف آرتمیسینین در طی ۱ تا ۳ ساعت مقدار آن در خون نصف مقدار اولیه موجود در پلاسما می‌شود. لازم به ذکر است که این ماده در آمریکا در دسترس نمی‌باشد. آرتمیسینین شیزونت‌های موجود در خون را از بین می‌برد و تأثیری بر مرحله کبدی انگل پلاسمودیوم ندارد. هنوز مقاومت پلاسمودیوم فالسیپاروم به آرتمیسینین مشخص نشده‌است. بهتر است که آرتمیسینین همراه با داروهایی مانند داکسی‌سایکلین یا فنسیدار مصرف شود. بخاطر نیمه عمر کوتاه آرتمیسینین مصرف آن جهت پیشگیری دارویی مفید نمی‌باشد. 
چای بدست آمده از خاراگوش جنس گندواشیان (آرتمیزیا آنوآ) می‌تواند برای درمان مالاریا استفاده شود اما تأثیر آن کمتر از فراورده‌های جدید آرتمیسینین می‌باشد. شاید به این علت باشد که غلظت بدست آمده کمتر و عصاره‌گیری اجزا فعال و مؤثر آن پیشگیری دارویی‌بینی ناپذیر می‌باشد.
همچنین مصالعات لوله‌آزمایش نشان می‌دهد که آرتمیسینین می‌تواند انگل و باکتری را از بین ببرد. همچنین مطالعات اولیه و مطالعات دوسوکور نشان می‌دهد که تزریق یا کاربرد خوراکی آرتمیسینین یا ترکیبات مشابه به سرعت و با اثر زیادی بیماران مبتلا به مالاریا را درمان می‌کند. آزمایش‌ها بر روی انسان نیز نشان می‌دهد که آرتمیسینین مرگ‌ومیر ناشی از مالاریا را تا ۵۰ درصد نسبت به داروهای ضد مالاریای کینولین استاندارد کاهش می‌دهد. هنوز مطالعه‌ای بر روی داروهای بدست آمده از آرتمیسینین در پیشگیری از مالاریا نشده‌است.
این گیاه خواص ضد سرطانی نیز دارد. گفته می‌شود که این گیاه توانایی سمیت انتخابی برای سلول‌های سرطانی پستان دارد و نتایج جالبی در بیمارانی که مبتلا به لوکومیا بودند ولی هنوز علایم بیماری ظاهر نشده بود، داشته‌است. روش اثر ترکیبات مؤثر و فعال این گیاه از طریق واکنش با آهن است، که تولید رادیکال‌های آزاد مضر که به مولکول‌های درشت مانند مولکول‌های موجود در دیواره سلولی آسیب می‌رساند. انگل پلاسمودیوم فالسیپاروم که به طور وسیعی در گلبول‌های قرمز وجود دارد و همچنین سلول‌های سرطانی برای رشد و تکثیر سریع خود نیاز به آهن زیادی دارند و چون در گلبول‌های قرمز یون آهن زیادی وجود دارد بنابراین سلول سرطانی و انگل پلاسمودیوم به راحتی رشد و تکثیر می‌یابند.
با این حال مواردی از استعمال این گیاه به عنوان ماده‌ی مخدر نیز مشاهده شده است که تاکنون عوارضی برای آن پیدا نشده.

## عوارض جانبی
عوارض جانبی شامل اسهال، سرگیجه، استفراغ و عطسه می‌باشد.
- حتی‌المقدور از مصرف آرتمیسینین در دوران بارداری باید خودداری کرد.

## نگارخانه

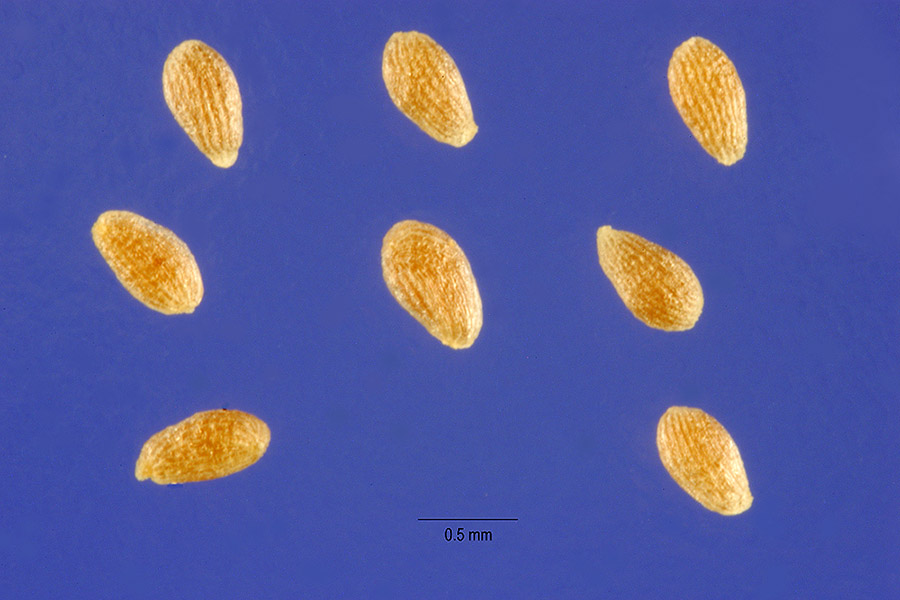
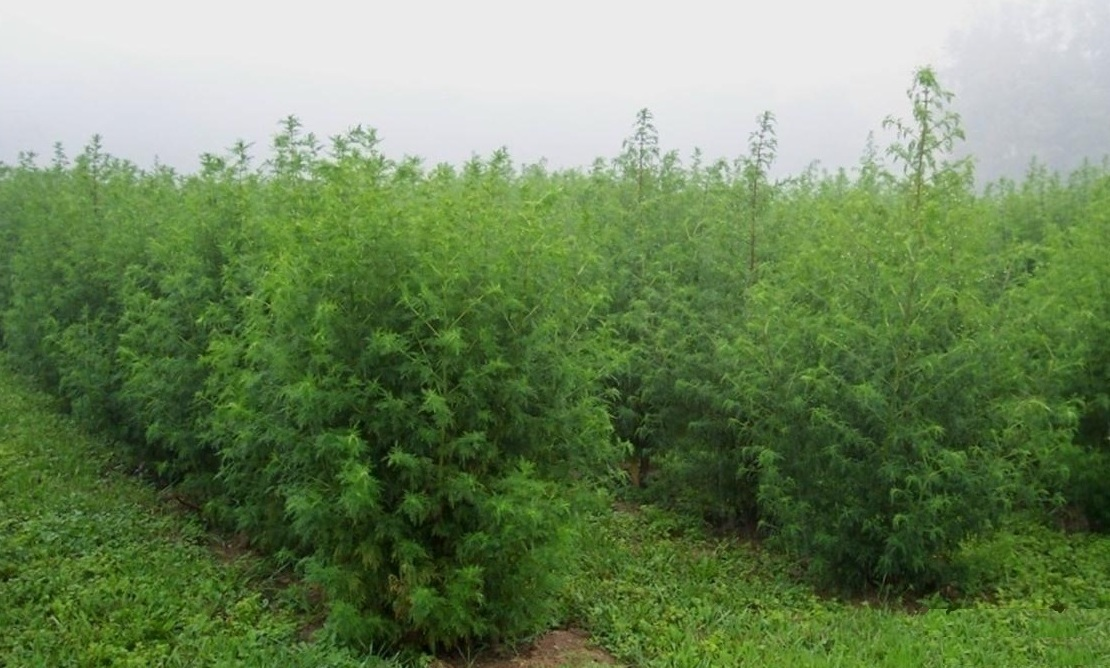